# L'Assassin musicien
Pour plus de détails, voir Fiche technique et Distribution.
L'Assassin musicien est un film français réalisé par Benoît Jacquot, sorti en 1976. Premier long-métrage du cinéaste, il a été découvert à la 14e Semaine de la critique, durant le Festival de Cannes 1975.

## Synopsis
Gilles est un jeune musicien persuadé d'avoir un don unique. Il quitte son orchestre, où il joue comme clarinettiste, et sa province, pour gagner Paris. Commence un rude parcours, où il tente de démontrer son talent naissant de violoniste. Les déconvenues se succèdent, et le mènent à la délinquance et à la schizophrénie. 

## Fiche technique
- Titre français : L'Assassin musicien
- Réalisation : Benoît Jacquot
- Scénario : Benoît Jacquot d'après le roman Nétotchka Nezvanova de Fiodor Dostoïevski
- Photographie : Bruno Nuytten
- Son : Michel Vionnet
- Montage : Fanette Simonet
- Producteur : Stéphane Tchalgadjieff
- Production : Sunchild Productions / ORTF
- Distribution : Seine Diffusion
- Pays d'origine :  France
- Date de présentation à Cannes : 9 mai 1975 (Semaine de la Critique)
- Date de sortie France : 17 mars 1976

## Distribution
- Joël Bion : Gilles
- Anna Karina : Louise
- Hélène Coulomb : Anne
- Gunars Larsens : Storm
- Philippe March : le directeur
- Howard Vernon : Anton Varga
- Danièle Gégauff
- Georges Kiejman
- Frédéric Mitterrand